# عثمان حمدي بك

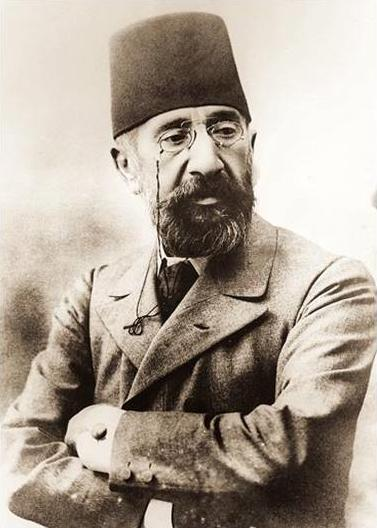

عثمان حمدي بك (30 ديسمبر 1842 في إسطنبول - 24 فبراير 1910) هو عالم آثار عثماني ومدير متحف ورسام ومفكر وخبير فني وأحد الرواد التشكيلييين في عصره كما كان معماريا بارزا متمكنا، ويعتبر أول خبير ترميم ومن أول من أسس المتاحف في تركيا والمؤسس للمتحف التركي المعماري والمدرسة التركية للفنون الجميلة المعروفة باسم دار الصنائع النفيسة ومكانها اليوم أكاديمية المعمار سنان للفنون. وأول رئيس لبلدية قاضي كوي. والده إبراهيم أدهم باشا الصدر الأعظم العثماني ذو الأصل اليوناني الذي قدم عن طريق التبني منذ صغره من جزيرة خوس، وعثمان حمدي هو الأخ الأكبر لكل من مدير المتحف خليل أدهم بك وخبير المسكوكات إسماعيل غالب بك. وقد كانت حفريات مقبرة ملك صيدا بلبنان تعد من أهم الحفريات الأثرية التي أجريت في عامي 1887 و1888 وقد وجد بهذه الحفريات لحد الأسكندر المعروف عالميا.
السيد عثمان حمدي هو مؤسس المتحف التركي المعاصر وقام بتأسيس متحف إسطنبول الأثري وعمل في إدارته 29 عاما وجعله من بين المتاحف الرائدة في العالم.[بحاجة لمصدر] وأسس المدرسة التركية للفنون الجميلة (المعروفة باسم دار صنائع نفيسة) ومكانها اليوم بأكاديمية معمار سنان للفنون.
وهو من أوائل الرسامين الأتراك وأحتل مكانا في التاريخ باعتباره أول من استخدم الفن التشكيلي في الرسم التركي.

## حياته
ولد في إسطنبول في الثلاثين من ديسمبر عام 1842 والده إبراهيم أدهم باشا من أوائل مهندسي التعدين بالدولة وفي عام 1817 أصبح رجل دولة وترقى حتى منصب الصدر الأعظم، وقد كانت عائلته تتكون من بنتين وست صبية كان هو أكبرهم.
وكان من أخوته مصطفى بك مدير جمرك إسطنبول، وإسماعيل غالب بك أحد مؤسسي علم المسكوكات بتركيا والمدفون بجانب جامع مهرماه سلطان بأسكدار، أما خليل أدهم بك فكان مدير متحف.
وبعد أن أكمل عثمان حمدي تعليمه الأول بدأ دراسته بالمدرسة القضائية في عام 1856. وقد أرسله والده الذي كان يرغب بتعليم أبناءه في الخارج إلى باريس من أجل دراسة الحقوق، ومكث في باريس 12 عاما وأثناء دراسته للحقوق قام بتعلم الرسم حيث أصبح تلميذا في ورش جان ليون جيروم وبوولنجر اللذين كانا من أشهر رسامي تلك الفترة. وأثناء فترة تواجده بباريس أرسلت الدولة العثمانية شاكر أحمد باشا وسليمان سيد إلى باريس من أجل تعلم الرسم، وبهؤلاء الثلاثة تشكلت أول دعامة لفن الرسم التركي.

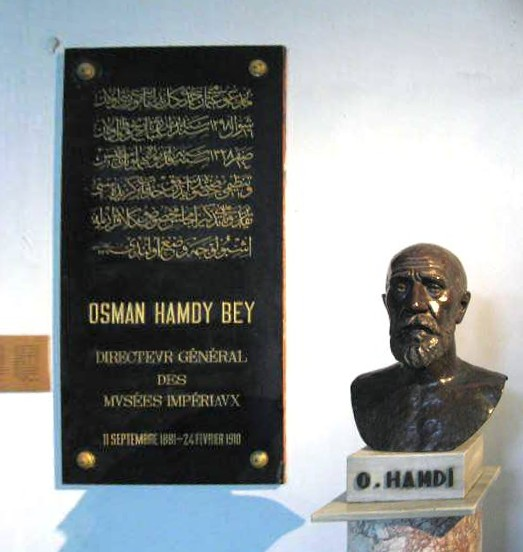
تمثال نصفي لعثمان حمدي بك قام بصنعه اوصجان افندي

وفي عام 1867 قام عثمان حمدي بك بإرسال ثلاث أعمال له إلى معرض باريس العالمي بأسماء «استراحة الغجر» و«الشهم في كمين» و«وفاة الشهم» ولا يعرف بالضبط مكانها. وقد تعرف على السيدة ماريا في باريس وتزوجها واستمر زواجهما عشرة أعوام وأنجبا فاطمة وخيرية.

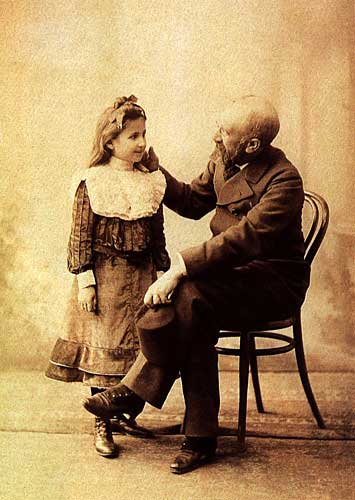
عثمان حمدي بك وابنته

تقلد العديد من الوظائف المختلفة بعد عودته إلى الوطن، وكانت أول وظيفة له هي إدارة شؤون الأجانب بمحافظة بغداد، ولأن مدحت باشا كان والي بغداد فقد قدم لوحات تعكس وجهات النظر المتعددة للمدينة كما أنه اهتم بتاريخ بغداد وآثارها، وأثناء عمله كمساعد للوالي مدحت باشا تعرف على الروائي المشهور أحمد مدحت أفندي وأصبح صديقا له.
عثمان حمدي بك الذي عمل كوكيل لمدير بروتوكول القصر عند عودته إلى إسطنبول شارك كمفوض في المعرض الدولي المقام في فيينا، وبينما كان في فيينا تزوج من امرأة أخرى غير تلك الفرنسية التي تدعى ماريا، وكانت زوجته الثانية تسمى نايلا هانم وأنجبت له ملاك وليلى وأدهم وناظلي.
وفي عام 1875 كان أول من تقلد وظيفة رئيس بلدية لمدينة قاضي كوي واستمر في هذه الوظيفة عاما.
عثمان حمدي بك الذي استقال من الوظائف الحكومية بعد الحرب الروسية العثمانية (1877-1878) تم تعينه في عام 1881 مديرا لمتحف همايون (متحف الإمبراطورية) بأمر شخصي من السلطان عقب وفاة مدير المتحف آنطون داتهير.
وفي الأول من يناير عام 1882. تم تعينه في وظائف أخرى بأمر من السلطان عبد الحميد الثاني، فقد تولى إدارة مدرسة صنائع نفيسة التي تعد أول معهد للفنون الجميلة في تركيا. وقد قام بتصميم بناء المعهد مع المهندس المعماري أليسكندر فالوري، وعقب إنشاء المبنى وتكوين كادر أكاديمي فتحت المدرسة أبوابها للتعليم في ال2 من مارس عام 1883.
وقد كان أول عمل قام به كمدير لمتحف همايون هو إعداد قانون يمنع نقل الآثار القديمة خارج البلاد، وفي عام 1883 تم تعديل قانون (تأسيس آثار اتيكا) لعام 1874. وتم تفعيله وقد قام هذا التعديل الجديد بإعاقة تهريب الآثار من الآراضي العثمانية إلى البلاد الغربية.
عثمان حمدي بك الذي كان أول تركي يبتدع فكرة الحفريات العلمية أثناء إدارته للمتحف قام بالتنقيب عن الآثار في جبل جبل نمرود، ولاجينا (مولا-ياطان) صيدا (لبنان)، وكان من بين التحف الأثرية التي وجدت في الحفريات في صيدا تابوت الأسكندر الذي يعد من روائع عالم الأثار، وهذه الآثار المشار إليها تم عرضها بالمتحف الأثري بإسطنبول.
قام عثمان حمدي بك بالاشتراك مع السيد سالومون رايناخ بكتابة كتاب يسمي «مقبرة ملك صيدا» المتعلق بالحفريات التي أشير إليها وقد ذاع صيته بين الأمم وتم إصداره في باريس عام 1892.
وقد تم تكليف عثمان حمدي بك بالتنقيب عن الآثار في البيئة المجاورة، وفي الحفريات التي قام بها ولده المهندس المعماري أدهم بك في المدينة القديمة طرللس (جوزلهيسار - ايدن) فقد نسبت آثارها إلى أرتميس آله اليونانين، وقد تم استخراج العديد من الآثار مع أفاريز المعبد وأحضرت إلى متحف همايون، وقد عين أخوه خليل أدهم بك مشرف الحفريات الموجودة بالمدن الأثرية بايدن والباندا وسيدمارا. وقام مرقيدي بك أحد موظفي المتحف بإجراء حفريات في كل من الرقة وحتوساس وآلاچهيوك، واقالان، ولانكاداس، ورودس (جزيرة) وطاشوز ونوتيون.
وقد قام عثمان حمدي بك بالبحث عن مبنى جديد بهدف عرض الآثار التي عثر عليها في عمليات التنقيب عن الآثار وقد تم نقل الآثار من متحف هاجيا ايرين إلى القصر الصيني إلا أن المكان لم يكن كافيا أيضا، لذا قام بإقناع رؤساء هذه الفترة بإنشاء متحف إسطنبول الأثري الموجود حتى الآن، وقد اكتمل بناؤه على ثلاث مراحل افتتح القسم الأول منه عام 1899 والقسم الثاني عام 1903 أما القسم الثاللث فقد افتتح للعامة عام 1907. وألحق بداخل المتحف غرفة للنماذج ومكتبة وغرفة للتصوير الفوتوغرافي.
وكان متحف همايون ملئ بالآثار القديمه، وقد ظلت مجموعة الأسلحة والمعدات العسكرية في متحف هاجيا ايرين ووضعت تحت مسمى «متحف الأسلحة العسكرية» وكان هذا المتحف الجديد قاعدة المتحف العسكري الحالي الذي افتتح للزيارة في عام 1908، وكانت مستودعات الآثار هي قاعدة متاحف المنطقة المزمع تأسيسها في المحافظات والتي أمر عثمان حمدي بك بتأسيسها في مناطق خارج إسطنبول، وقد بدأ بتشكيل نواة متحف الفنون الجميلة جامعا أعمال طلاب معهد صنائع نفيسة في الردهة الكبرى للمعهد، ولجميع مجهوداته هذه أعتبر مؤسس المتحف التركي المعاصر.
ولم يترك الرسم أبدا أثناء قيامه بأعمال المتاحف والآثار وكان يرسم بصفه عامه في منزله بجيزي اسكيهي صار الذي كان يقضي فيه أشهر الصيف، وكان أول رسام يستخدم الفن التشكيلي لأول مرة في الرسم التركي وقد تناول في رسوماته صور للمرأة التركية المنفتحة المثقفة المجادلة القارئة، وقد استخدم المتعلقات التاريخية كديكور لأعماله التاريخية لوحته «مدرب السلحفاة» عام 1906 و«تاجر السلاح» عام 1908 من أكثر آثاره ابتكارا وروعة وقد عرضت العديد من رسوماته بمتحف الرسم والتشكيل في إسطنبول ومتاحف لندن وليفربول وبوسطن.
وقد توفي في 24 من فبراير عام 1910 في دار مطلة على الشاطئ بقوروتشامه (إسطنبول)، ووفقا لوصيته فقد أقيمت صلاة الجنازة في آيا صوفيا بعدها مباشرة حمل إلى القصر الصيني حيث المتحف ثم إلى اسكيهي صار حيث دفن هناك، وقد وضع في مقدمة مقبرته حجرين عائدين لفترة السلاجقة بدون اسم بقرار من مجلس الوزراء، وقد تحول قصر الفنان في اسكيهي صار إلى متحف منذ عام 1987.

## تخليد ذكراه
الفيلم الوثائقي (مدرب السلحفاة) وقد قام آمره جانر بكتابة السيناريو وقام حاجي فوزيك بأخراجهhttp://www.emrecaner.net/belgeselohamdi.html نسخة محفوظة 2 يناير 2012 على موقع واي باك مشين..
التذكير به على مواقع الويب وذلك تحت إشراف وزارتي السياحة والثقافة.

## آثاره
- كاتب الشكاية (1910).
- تلاوة القرآن (1910).
- صوره لنايلا هانم (1910).
- قارئ القرآن (1910).
- درويش عند ضريح الأمير (1908).
- تاجر السلاح (1908).
- فتاه ترتدي الأبيض (1908).
- مدرب السلحفاة (1906).
- المرآه الخجولة (1906).
- المرآه المحجبة (1904).
- المرآه ذات القبعة الوردية (1904).
- رجل مسن امام مقابر الأطفال (1903)، متحف أورسيه، باريس [7]
- المحراب (1901).
- فتاتان تزوران الضريح (1890).
- نساء امام المسجد (1882).
- الفتاه توفيقة (1882).
- الفتاه تضع المزهرية في مكانها (1881).
- جامعة القالق (1881).
- المناظر الطبيعية لجزبا (1881).
- قارئة القرآن (1880).
- من بيت الحريم (1880).
- مطربتان (1880).
- النساء المرتديات الجلباب (1880).
- قهوة يناير (1879).
- العاري (المجرد من الثياب) (1867).
- زوجته نايلا هانم.
- بائع السجاد.
- أمام المسجد.[8]
- ترميم «الضريح الأخضر» ببورصة، عام 1904م.

## وصلات خارجية
- عثمان حمدي بك على موقع الموسوعة البريطانية (الإنجليزية)

http://imtinaharf.blogspot.com.eg/2012/05/osman-hamdi-bey-1842-24-1910-osman.html